# Antony and Cleopatra (pel·lícula de 1908)

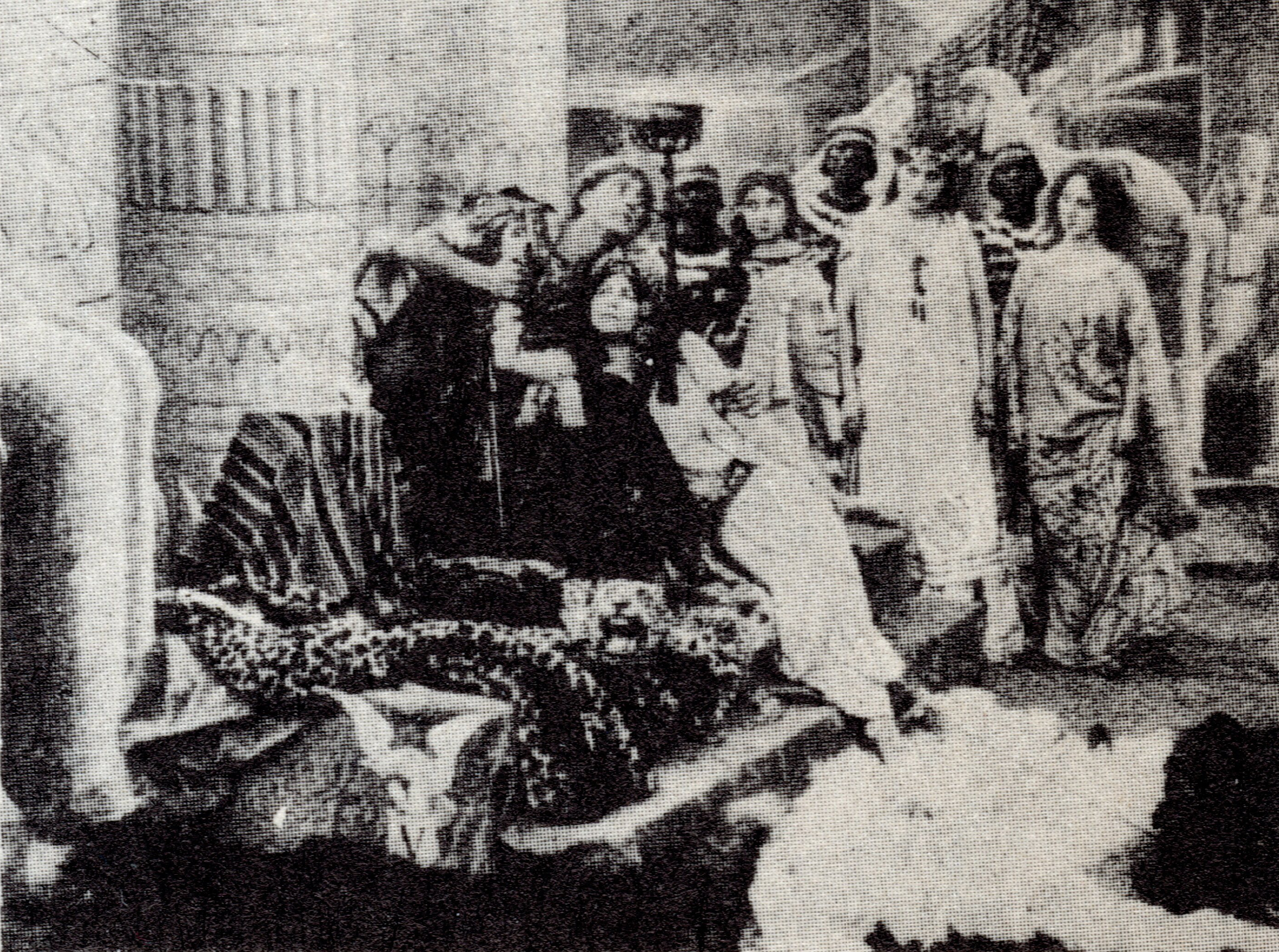
Fotograma de la pel·lícula

Antony and Cleopatra és una pel·lícula muda de la Vitagraph digirida per J. Stuart Blackton i Charles Kent i protagonitzada per Maurice Costello i Florence Lawrence. Es tracta de la primera versió cinematogràfica, molt concisa, que es feu del drama de William Shakespeare. La pel·lícula, d’una bobina, es va estrenar el 3 de novembre de 1908. Se'n conserva una còpia a la Biblioteca del Congrés dels Estats Units.

## Repartiment
- Maurice Costello (Marc Antoni?)
- Florence Lawrence (no és clar si Cleopatra o dama egípcia[5])
- William V. Ranous (César August)
- Paul Panzer (lloctinent d’August)
- Betty Kent (Cleopatra?)
- William Phillips
- Charles Chapman